# 渡辺明 (モトクロス)

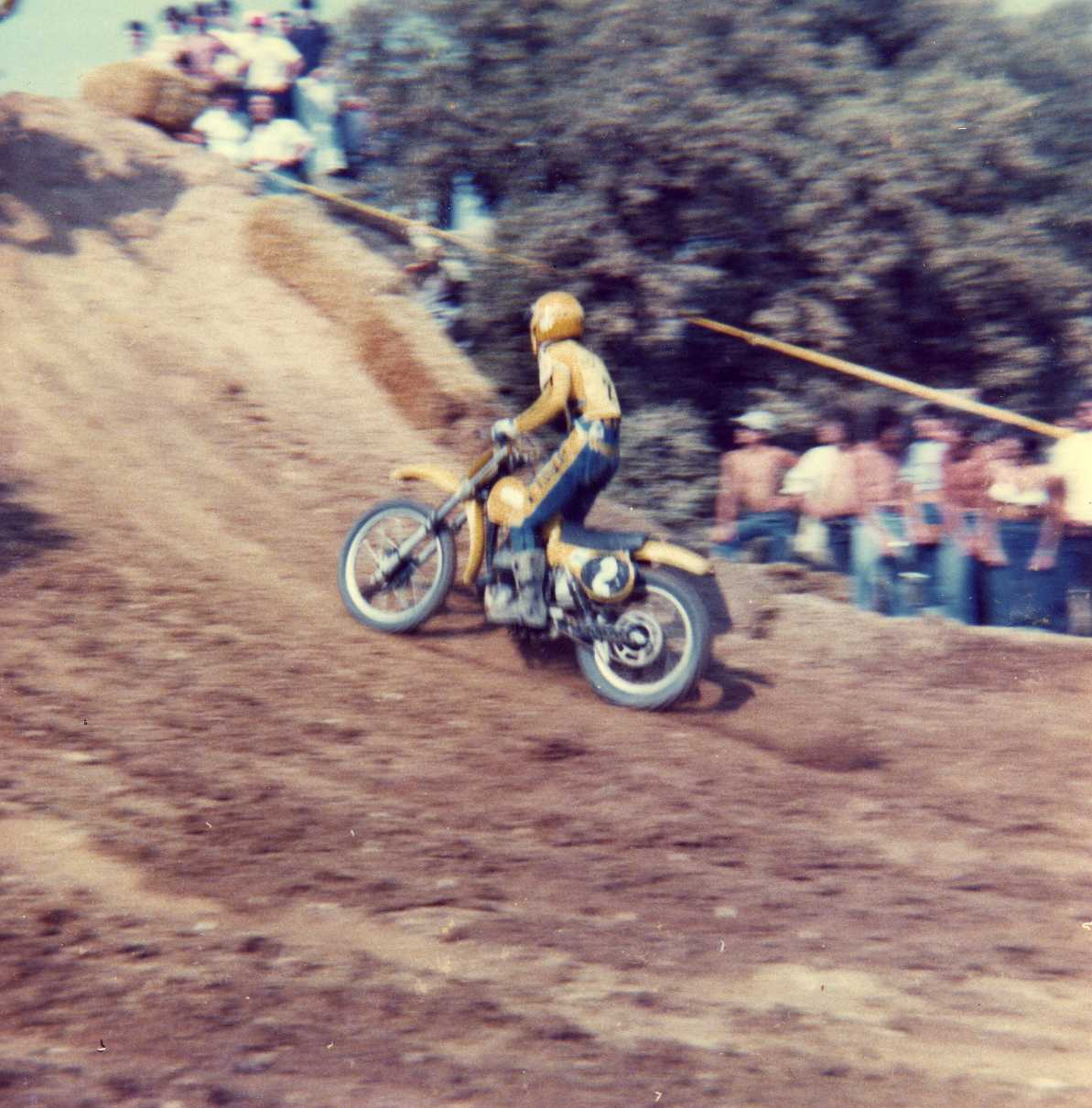
渡辺明 (モトクロス)

渡辺 明（わたなべ あきら、Akira Watanabe、1954年 - ）は、栃木県宇都宮市出身のモーターサイクル・モトクロスレーサー。日本人として唯一のモトクロス世界選手権チャンピオン。
その後はライディングテクニック雑誌連載やビデオ・DVD発売、エンデューロレース主催、オリジナルハンドルバー開発、モトクロスチーム運営、モトクロス番組の解説などをしている。

## 経歴
- 高校生 - モトクロスを始める
- 1973年 - スズキ自動車工業入社
- 1974年 - 全日本モトクロス選手権EJ125ccチャンピオン
  - 全日本モトクロス選手権EJ250ccチャンピオン
- 1975年 - モトクロス世界選手権ランキング4位（第12戦スペインで日本人初の総合優勝）
- 1976年 - 全日本モトクロス選手権セニア125ccランキング2位
  - 全日本モトクロス選手権セニア250ccランキング2位
  - 全米トランスAMA500ccランキング8位（オハイオ州大会優勝）
  - 第1回オールスターMX桶川 総合優勝
- 1977年 - モトクロス世界選手権（フランス、イタリア総合優勝）
- 1978年 - モトクロス世界選手権GP125チャンピオン（イタリア、ユーゴスラビア、スイス、ポーランド、フランス、スペイン優勝）
  - 第2回オールスターMX鈴鹿サーキット鈴鹿 総合優勝
  - 全日本モトクロス選手権MXGP鈴鹿250 総合優勝
- 1979年 - モトクロス世界選手権ランキング2位
- 1981年 - モトクロス世界選手権ランキング2位
- 1987年 - スズキ自動車工業退社
  - 国内エンデューロレース参戦
- 1990年 - ファラオラリー出場（ガストン・ライエレーシング）
- 1991年 - パリ・ダカール・ラリー総合23位（プロﾄクラス）
- 2012年 - ＴＥＡＭ　ＳＵＺＵＫＩ　国内ＭＸ　監督就任